# Art Mengo
Pour les articles homonymes, voir Armengot.
Art Mengo, de son vrai nom Michel Armengot, est un auteur-compositeur-interprète français, né à Toulouse le 16 septembre 1961. Il est membre du groupe Toulouse Contour avec Magyd Cherfi de Zebda et Yvan Cujious.

## Biographie
Né le 16 septembre 1961 à Toulouse de parents réfugiés espagnols, Michel Armengot, un temps musicien de bar, se fait connaître en 1988 sous le nom de scène Art Mengo avec Les Parfums de sa vie (je l'ai tant aimée) qui est un succès,, avant un premier album en 1990, Un 15 août en février. 
Avec le concours de son beau-frère Patrice Guirao, qui a écrit la majorité de ses textes, il évolue sur des tempos tour à tour jazzy, bossa nova et blues.
Il compose également pour d’autres, notamment Ute Lemper (avec qui il a aussi chanté sur son titre Parler d’amour), Philippe Léotard, Clémence Lhomme, Florent Pagny, Jane Birkin, Johnny Hallyday, Juliette Gréco, Viktor Lazlo, Clarika, Liane Foly et Maurane. Il met en musique des textes des écrivains Jean Rouaud, Thierry Illouz et Marie Nimier, pour lui-même ou pour Eddy Mitchell et Juliette Gréco. Art Mengo a également composé la musique de deux chansons de l'album d’Yves Duteil (fr)agiles (sorti en 2008) : il lui a composé la musique de la chanson La Note bleue, une chanson en hommage à un homme qu’Art Mengo admirait énormément lui aussi, Claude Nougaro, et la musique de la chanson dédiée au petit-fils d'Yves Duteil, Si j’étais ton chemin.
En 2003, il résume sur scène ses seize années de carrière musicale par ces mots : « J’ai fait deux succès (Les parfums de sa vie, Parler d’amour), trois succès d’estime (Gino, Laisse-moi partir, La mer n’existe pas) et… cinquante trois succès intimes »[réf. nécessaire].

## Discographie

### Albums studio
- 1990 : Un 15 août en février
- 1992 : Guerre d’amour
- 1995 : La mer n’existe pas
- 1998 : Croire qu’un jour...
- 2003 : La vie de château
- 2006 : Entre mes guillemets
- 2009 : Sujet libre
- 2012 : Ce petit chemin (avec Lara Guirao)
- 2018 : La maison des ailes

### Albums enregistrés en public
- 1997 : Live au Mandala
- 2012 : Art Mengo en trio (CD Bonus offert en « édition limitée » de Ce Petit chemin)

### Singles
- 1988 : Les Parfums de sa vie (je l'ai tant aimée)
- 1990 : Demain, demain
- 1992 : Gino
- 1995 : La mer n'existe pas
- 1995 : Laisse-moi partir

### Compilations
- 2001 : Les Parfums de sa vie[5]

### Collaborations
- Participation au conte musical Émilie Jolie (version de 1997)

## Distinctions
- 1991 : Révélation variétés masculine aux Victoires de la musique[6]
- 2019 :  Officier de l'ordre des Arts et des Lettres[7]